# Milan Fukal
Milan Fukal (ur. 16 maja 1975 w Jabloncu nad Nysą) – czeski piłkarz występujący na pozycji obrońcy w Kapfenberger SV.

## Kariera klubowa
Fukal urodził się w Jabloncu nad Nysą. Swoją zawodową karierę piłkarską rozpoczął w 1992 r. w miejscowym FK Jabloncu. Występował tam przez jeden sezon. Od następnego roku zaczął grać w Karlovy Vary-Dvory. Po jednym roku tam spędzonym przeszedł do EME Melnik. Występował tam przez pół sezonu po czym przeniósł się FK Cesky Brod. Grał tam przez tyle samo czasu co w poprzednim klubie. W 1995 r. zmienił klub na FK Pelikán Děčín. Rok potem przeszedł do Bohemiansu Praga. Wystąpił tam w 14 spotkaniach ligowych po których przeniósł się z powrotem do FK Jablonec 97. Występował tam przez ponad trzy sezony. W każdym z nich był podstawowym piłkarzem tego klubu. W tym czasie jego drużyna zajmowała kolejno 3., 6. i 12. miejsce w tabeli czeskiej ligi. Potem zaczął występować w Sparcie Praga. Grał tam przez półtora sezonu, wystąpił w 31 spotkaniach i strzelił 7 bramek. Następnie Milan wyjechał do Niemiec do klubu Hamburger SV. Po czterech sezonach tam spędzonych przeszedł do innej niemieckiej drużyny – Borussii Mönchengladbach. Grał tam przez 2 lata. Łącznie w barwach Die Fohlen wystąpił 42 razy. W 2006 r. wrócił do swojej ojczyzny, po raz kolejny do FK Jablonec. Z kolei w 2008 roku został piłkarzem Kapfenberger SV. W lecie 2011 roku przeniósł się z powrotem do pierwszej ligi Czechy FC Hradec Králové, gdzie grał kolejne 3 lata. Od lata 2013 roku gra w piątej lidze w Austriackim SV Esternberg.

## Kariera reprezentacyjna
W latach 1996–1997 Fukal występował w młodzieżowej reprezentacji swojego kraju. W kadrze A zadebiutował 21 grudnia 1997 w wygranym 1:0 meczu z Urugwajem. Swojego pierwszego gola w barwach narodowych zdobył 29 marca 2000 w towarzyskim spotkaniu z reprezentacją Australii. Jego kraj wygrał wówczas 3:1. W tym samym roku został powołany przez selekcjonera Jozefa Chovanca do 23-osobowej kadry na Euro. Na tym turnieju Czesi zajęli 3. miejsce w swojej grupie, a sam Milan wystąpił w dwóch z trzech spotkań swojej ekipy. Ostatni mecz w reprezentacji rozegrał 30 kwietnia 2003 r. Łącznie w barwach narodowych wystąpił 19 razy i 2 razy wpisał się na listę strzelców.